# Liste der Biografien/Sia
Liste der Biografien |
Portal Biografien |
Personensuche
# |
A |
B |
C |
D |
E |
F |
G |
H |
I |
J |
K |
L |
M |
N |
O |
P |
Q |
R |
S |
T |
U |
V |
W |
X |
Y |
Z |
?
 
Sa |
Sb |
Sc |
Sd |
Se |
Sf |
Sg |
Sh |
Si |
Sj |
Sk |
Sl |
Sm |
Sn |
So |
Sp |
Sq |
Sr |
Ss |
St |
Su |
Sv |
Sw |
Sy |
Sz
 
Sia |
Sib |
Sic |
Sid |
Sie |
Sif |
Sig |
Sih |
Sii |
Sij |
Sik |
Sil |
Sim |
Sin |
Sio |
Sip |
Siq |
Sir |
Sis |
Sit |
Siu |
Siv |
Siw |
Six |
Siy |
Siz
Die Liste der Biografien führt alle Personen auf, die in der deutschsprachigen Wikipedia einen Artikel haben. Dieses ist eine Teilliste mit 48 Einträgen von Personen, deren Namen mit den Buchstaben „Sia“ beginnt.

## Sia
- Sia (* 1975), australische SängerinSia (* 1975)

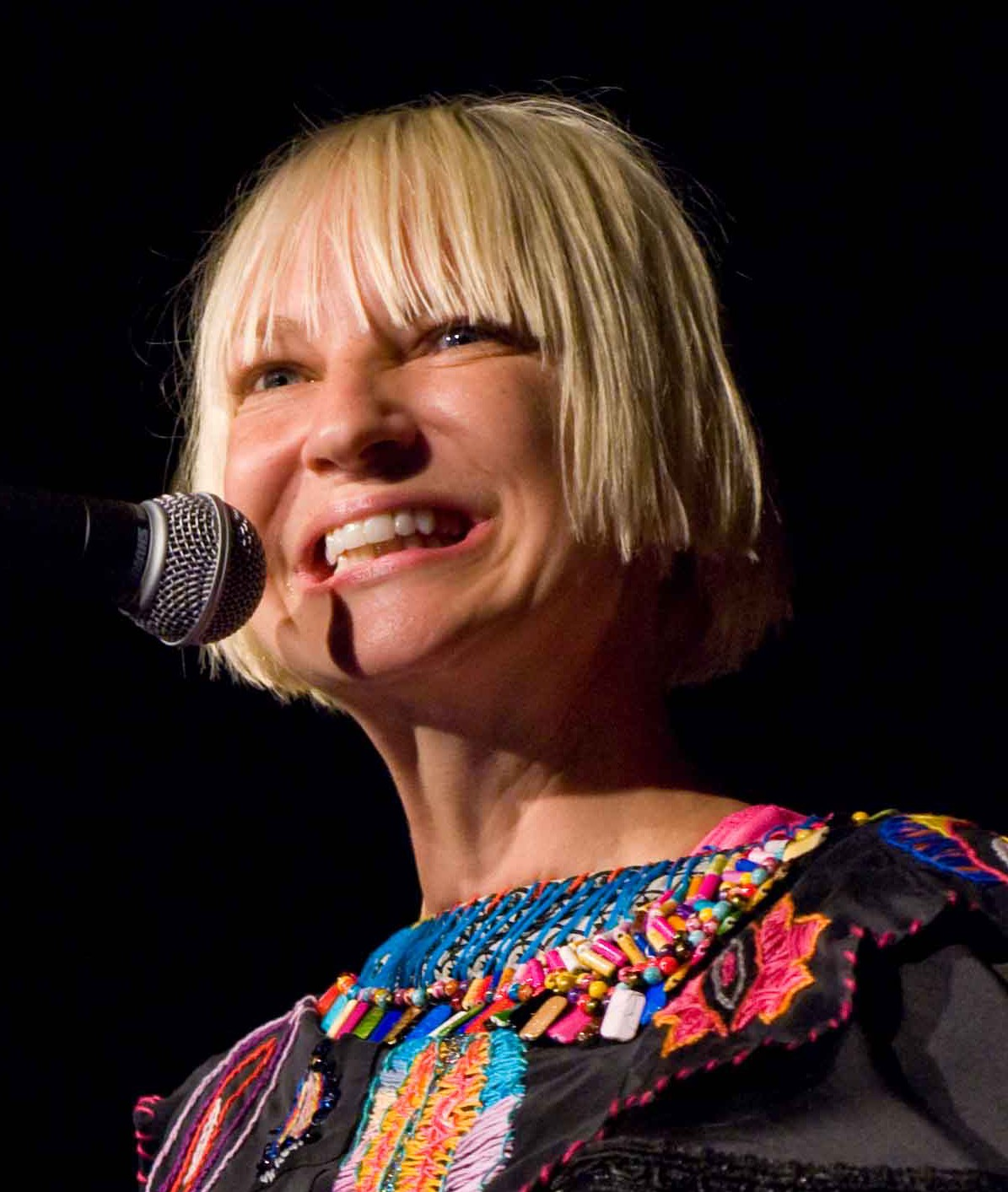
Sia (* 1975)

- Sia, Cleiton (* 1990), brasilianischer Musicaldarsteller, Tänzer, Sänger und Performer

### Siac
- Siaca, Manny (* 1975), puerto-ricanischer Boxer im Supermittelgewicht
- Siacci, Francesco (1839–1907), italienischer Mathematiker, Ballistiker und Offizier

### Siad
- Siad, Mahassine (* 1988), marokkanische Beachvolleyballspielerin
- Siada, Nandia (* 1995), deutsch-griechische Schauspielerin

### Siag
- Siagian, Burhanuddin (1955–2018), indonesischer Militär

### Siah
- Siahor, Prinz der altägyptischen 6. Dynastie

### Siai
- Siai-Siai, Roland (* 1957), nigerianischer Sprinter

### Siak
- Siaka Massaquoi († 1843), König des Volkes der Vai
- Siaka, Dagno (* 1987), ivorischer Fußballspieler
- Siaka, Lega (* 1992), papua-neuguineischer Cricketspieler
- Siakam, Pascal (* 1994), kamerunischer Basketballspieler
- Siakor, Silas Kpanan'Ayoung (* 1970), liberianischer Umweltaktivist, Institutsleiter

### Sial
- Siale Bileka, Silvestre, Premierminister von Äquatorialguinea
- Sialm, Duri (1891–1961), Schweizer Komponist

### Siam
- Siam Ahmed (* 1990), bangladeschischer Filmschauspieler und Model
- Siam Yapp (* 2004), thailändisch-englischer Fußballspieler
- Siam, Hany (* 1986), ägyptisch-deutscher Comedian des Stand-up-Comedy-Ensembles RebellComedyHany Siam (* 1986)

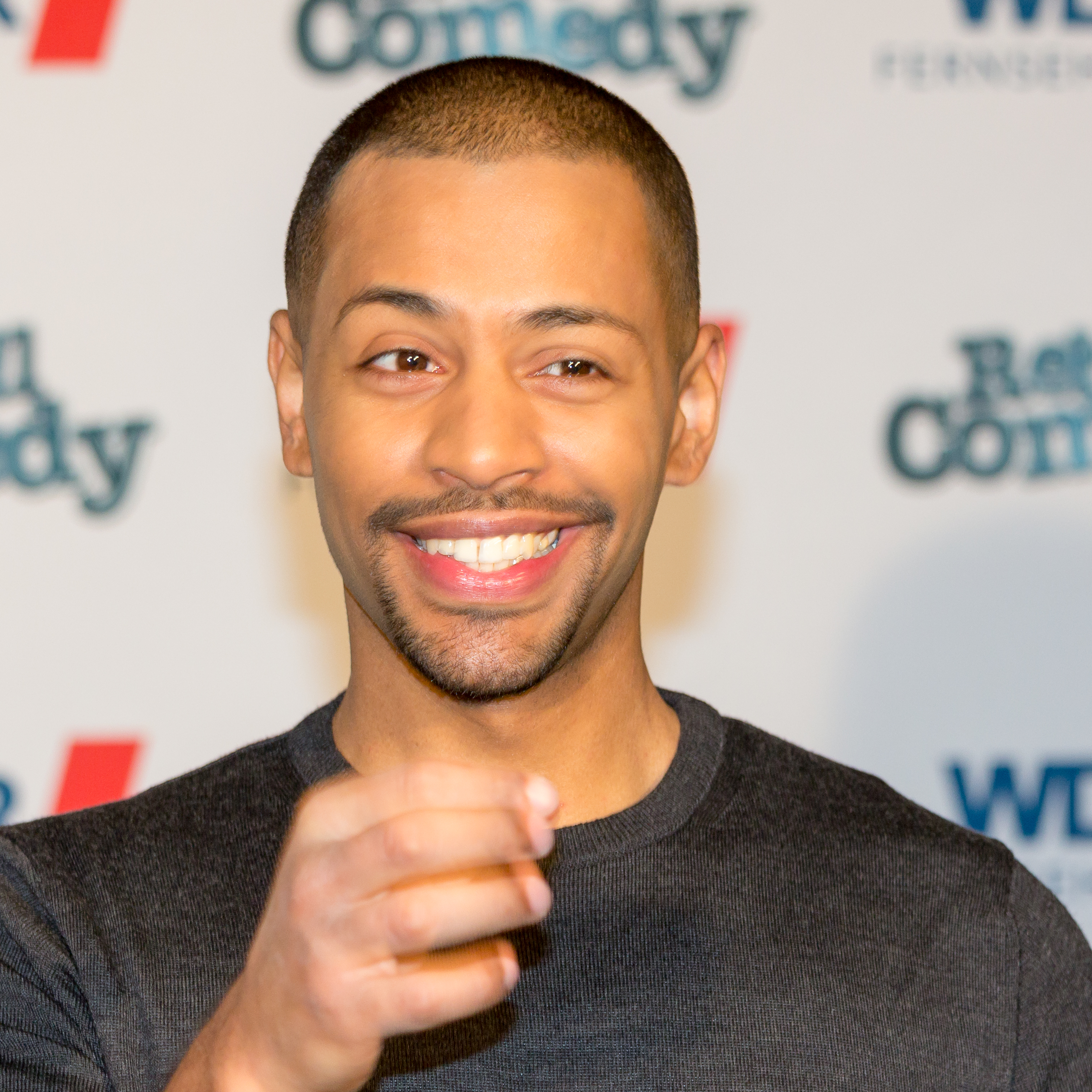
Hany Siam (* 1986)

- Siam, Said (1959–2009), palästinensischer Politiker
- Siam, Sirri Mahmud, ägyptischer Richter
- Siamak (* 1979), iranisch-deutscher Rapper
- Siamak Ebrahimi (* 1983), iranischer Filmregisseur und Fotojournalist
- Siamanto (1878–1915), armenischer Dichter und Völkermordsopfer
- Siame, Sydney (* 1997), sambischer Sprinter
- Siamfuko, Esther (* 2004), sambische Fußballspielerin
- Siamun, ägyptischer Herrscher, 6. Pharao der 21. Dynastie im Alten Ägypten
- Siamupangila, Ogar (* 1988), sambische Badmintonspielerin

### Sian
- Siani, Giancarlo (1959–1985), italienischer Journalist
- Siani, Sabrina (* 1963), italienische Filmschauspielerin
- Siani, Sébastien (* 1986), kamerunisch-belgischer Fußballspieler
- Siani, Valentino (1595–1672), italienischer Geigenbauer
- Siano, Leopoldo (* 1964), italienischer Drehbuchautor und Moderator

### Siao
- Siao Him Fa, Adam (* 2001), französischer Eiskunstläufer
- Siao, Eva (1911–2001), chinesische Fotografin

### Siar
- Siara, Tadeusz (* 1941), polnischer Grafiker
- Siara, Tom (* 1990), deutscher Schwimmer und Trainer
- Siara, Walter (1899–1959), deutscher Politiker (CDU), MdL
- Siard († 1230), katholischer Abt, Heiliger
- Siart, Julia (* 1986), österreichische Leichtathletin

### Sias
- Siasia, Victor (* 1980), nigerianischer Fußballspieler
- Siaspi-qo, nubischer König
- Siassia, Dominique (* 1979), deutsche Schauspielerin

### Siat
- Siatka, Robert (* 1934), französischer Fußballspieler

### Siau
- Šiaudinis, Henrikas (* 1955), litauischer Politiker und Manager
- Šiaulienė, Irena (* 1955), litauische Politikerin
- Siaurusaitis, Džiugas (* 1971), litauischer Schauspieler und Synchronsprecher

### Siaz
- Siazon, Domingo (1939–2016), philippinischer Politiker